# Salaš (Repubblica Ceca)
Salaš (in tedesco Sallasch) è un comune della Repubblica Ceca facente parte del distretto di Uherské Hradiště, nella regione di Zlín.